# Ismael Ruiz
Ismael Ruiz, född den 7 juli 1977 i Santander, Spanien, är en spansk fotbollsspelare. Vid fotbollsturneringen under OS 2000 i Sydney deltog han det spanska lag som tog silver.